# Gornje Ravno
Gornje Ravno (en serbe cyrillique : Горње Равно) est un village de Bosnie-Herzégovine. Il est situé dans la municipalité de Kupres, dans le canton 10 et dans la fédération de Bosnie-et-Herzégovine. Selon les premiers résultats du recensement bosnien de 2013, il compte 28 habitants.

## Démographie

### Évolution historique de la population
| 1948 | 1953 | 1961 | 1971 | 1981 | 1991 | 2013 |
| ---- | ---- | ---- | ---- | ---- | ---- | ---- |
| -    | -    | 326  | 309  | 282  | 235  | 28   |

|  |

### Communauté locale
En 1991, Gornje Ravno faisait partie de la communauté locale de Ravno qui comptait 646 habitants, répartis de la manière suivante :